# Episodi di The Office (ottava stagione)
L'ottava stagione della serie televisiva The Office, composta da 24 episodi, è andata in onda negli Stati Uniti sul canale NBC dal 22 settembre 2011 al 10 maggio 2012.
In Italia la stagione è stata pubblicata da Prime Video nel 2018.
| nº | Titolo originale            | Titolo italiano                           | Prima TV USA      | Prima TV Italia |
| -- | --------------------------- | ----------------------------------------- | ----------------- | --------------- |
| 1  | The List                    | La lista                                  | 22 settembre 2011 | febbraio 2018   |
| 2  | The Incentive               | L’incentivo                               | 29 settembre 2011 | febbraio 2018   |
| 3  | Lotto                       | Lotto                                     | 6 ottobre 2011    | febbraio 2018   |
| 4  | Garden Party                | La festa in giardino                      | 13 ottobre 2011   | febbraio 2018   |
| 5  | Spooked                     | Terrorizzati                              | 27 ottobre 2011   | febbraio 2018   |
| 6  | Doomsday                    | Apocalisse                                | 3 novembre 2011   | febbraio 2018   |
| 7  | Pam's Replacement           | La sostituta di Pam                       | 10 novembre 2011  | febbraio 2018   |
| 8  | Gettysburg                  | Gettysburg                                | 17 novembre 2011  | febbraio 2018   |
| 9  | Mrs. California             | La signora California                     | 1º dicembre 2011  | febbraio 2018   |
| 10 | Christmas Wishes            | Desideri di Natale                        | 8 dicembre 2011   | febbraio 2018   |
| 11 | Trivia                      | Quiz                                      | 12 gennaio 2012   | febbraio 2018   |
| 12 | Pool Party                  | Festa in piscina                          | 19 gennaio 2012   | febbraio 2018   |
| 13 | Jury Duty                   | Il giurato                                | 2 febbraio 2012   | febbraio 2018   |
| 14 | Special Project             | Il progetto speciale                      | 9 febbraio 2012   | febbraio 2018   |
| 15 | Tallahassee                 | Tallahassee                               | 16 febbraio 2012  | febbraio 2018   |
| 16 | After Hours                 | Dopo il lavoro                            | 23 febbraio 2012  | febbraio 2018   |
| 17 | Test the Store              | Prova per l'inaugurazione del negozio     | 1º marzo 2012     | febbraio 2018   |
| 18 | Last Day in Florida         | L'ultimo giorno in Florida                | 8 marzo 2012      | febbraio 2018   |
| 19 | Get the Girl                | Riconquistare la ragazza                  | 15 marzo 2012     | febbraio 2018   |
| 20 | Welcome Party               | La festa di benvenuto                     | 12 aprile 2012    | febbraio 2018   |
| 21 | Angry Andy                  | Irascibile Andy                           | 19 aprile 2012    | febbraio 2018   |
| 22 | Fundraiser                  | Raccolta fondi                            | 26 aprile 2012    | febbraio 2018   |
| 23 | Turf War                    | Guerra di territori                       | 3 maggio 2012     | febbraio 2018   |
| 24 | Free Family Portrait Studio | Lo studio delle foto di famiglia gratuito | 10 maggio 2012    | febbraio 2018   |

## La lista
- Titolo originale: The List
- Diretto da: B. J. Novak
- Scritto da: B. J. Novak

### Trama
Ricominciate le riprese negli uffici di Scranton, Jim spiega quanto accaduto nel corso dell'estate: l'incarico di regional manager è stato assegnato a Robert California, che ha tuttavia convinto Jo Bennett a sostituirla come CEO della Dunder Mifflin-Sabre, ragion per cui il ruolo di manager è stato successivamente dato ad Andy; Pam è nuovamente incinta di Jim, e anche Angela è in dolce attesa; Dwight è tornato a essere il braccio destro del manager. In occasione del Columbus Day, Robert California fa visita negli uffici di Scranton, e alcuni impiegati trovano per puro caso il suo quaderno di appunti, dove notano una lista a due colonne, con i nomi dei vari impiegati ripartiti tra di esse. I dipendenti si scervellano sul significato della lista, e Andy arriva a chiedere spiegazioni a California stesso, che non gliele concede. Il CEO, poi, invita a pranzo una cerchia limitata di dipendenti, che scoprono quindi di essere i "vincenti" di California, mentre coloro che sono rimasti in ufficio sono i "perdenti".
In ufficio, i perdenti mal sopportano la situazione, e tra di essi figura lo stesso Andy, che chiede nuovamente un confronto a California: questi spiega che tale lista è provvisoria, e che non importa quale sia la posizione di ciascun impiegato, bensì come essi si comporteranno per cambiare o mantenere le opinioni che il CEO ha di loro. Andy, tuttavia, si ribella a California, e prende le difese di ciascun perdente elogiandone i pregi, lasciando California stupito di fronte alle telecamere.

## L’incentivo
- Titolo originale: The Incentive
- Diretto da: Charles McDougall
- Scritto da: Paul Lieberstein

### Trama
Robert California sfida Andy a raddoppiare il numero di vendite eseguite dalla filiale di Scranton, ma il manager è a corto di idee sulle strategie da adottare per amplificare gli introiti, complice anche uno scarso spirito di iniziativa da parte dei colleghi. Prendendo spunto da un manuale di management, Andy propone un metodo particolare: le vendite consentiranno l'ottenimento di punti cumulabili per il riscatto di un premio di valore variabile. Jim, tuttavia, provoca Andy, che arriva a mettere in palio la possibilità di fargli disegnare un tatuaggio sulla natica al prezzo di cinquemila punti, dimenticandosi però di escludere la possibilità di unire i punteggi di più dipendenti.
A sorpresa, i dipendenti si mettono a lavorare con ardore stacanovista, ed entro la fine della stessa giornata riescono ad accumulare i cinquemila punti richiesti da Andy, che è quindi costretto a mantenere la propria parola. Colto dal panico, l'uomo confessa a Jim di non sentirsi adeguato per tale incarico, ma viene rassicurato dal suo dipendente, finendo per accettare di farsi fare il tatuaggio. California rivela quindi alle telecamere di aver scelto Andy in quanto persona dal polso debole, caratteristica che stimola la competitività dei dipendenti.

## Lotto
- Titolo originale: Lotto
- Diretto da: John Krasinski
- Scritto da: Charlie Grandy

### Trama
La filiale di Scranton è improvvisamente priva di magazzinieri, dopo che il personale si è licenziato in seguito alla vincita dei 950.000 dollari messi in palio dalla lotteria. Andy deve così incaricare Dwight, Jim, Erin e Kevin di provvedere alla sistemazione dei carichi, ma i quattro si dimostrano completamente incapaci di gestire la situazione, addirittura incastrando il carrello elevatore e rendendolo inutilizzabile, finendo così per far perdere a Phyllis un cliente importante.
Quanto accaduto agli ex colleghi, però, causa delle sensazioni negative in Darryl, che si dimostra negligente quando Andy gli dà la giornata lavorativa per assumere il nuovo personale del magazzino. L'uomo lamenta una serie di insuccessi personali, e dopo aver mandato a monte il colloquio con i candidati per l'assunzione chiede ad Andy di licenziarlo. Andy non demorde, e finalmente Darryl ammette di essere invidioso del fatto che il ruolo di manager fosse andato ad Andy e non a lui. Andy spiega a Darryl che egli non era adatto per l'incarico, per quanto la Bennett lo stimasse, perché dopo la promozione ricevuta aveva smesso di darsi da fare per la sua carriera. Darryl riacquista così la grinta, e la diatriba si risolve per il meglio.

## La festa in giardino
- Titolo originale: Garden Party
- Diretto da: David Rogers
- Scritto da: Justin Spitzer

### Trama
Andy organizza una festa all'aperto presso la residenza di Dwight e del cugino Mose, lasciando intendere ai propri dipendenti di volerlo fare solo per impressionare Robert California e, soprattutto, i suoi genitori, che da sempre hanno dedicato più attenzioni al fratello di Andy, Walter. Le cose, tuttavia, non vanno come previsto: Andy spera che i suoi impiegati propongano un brindisi in suo onore, ma i dipendenti lo dedicano infine a Robert California; il padre di Andy, invece, gli preferisce il figlio Walter per esibirsi in un duetto di More Than Words. Sconsolato, Andy se ne va nella stanza di Cecelia, dove viene tuttavia sorpreso dal proprio padre, con cui si confronta riguardo al suo bisogno di approvazione. I dipendenti, però, odono la conversazione a causa del trasmettitore lasciato da Pam nella stanza di Cecelia, e per consolare Andy decidono di continuare la festa con un picnic serale.
Intanto, Jim organizza un abile stratagemma per indurre Dwight a compiere una serie di stramberie, convincendolo che esse renderanno la sua festa memorabile. Pam e Angela, invece, scoprono di aver scelto il medesimo nome per i rispettivi nascituri, e competono per ottenere un brindisi a loro dedicato dagli invitati.
- Altri interpreti: Josh Groban (Walter)

## Terrorizzati
- Titolo originale: Spooked
- Diretto da: Randall Einhorn
- Scritto da: Carrie Kemper

### Trama
Andy ha incaricato Erin di organizzare l'annuale party di Halloween, ma ben presto il manager si rende conto dell'atmosfera innocente che le decorazioni creano, come sottolineato da Bert, il figlio di Robert California, che per l'occasione si è unito ai suoi dipendenti. Andy chiede così ad Angela e Phyllis di risistemare il tutto, e fissa con Erin un colloquio privato a fine giornata. La segretaria, preoccupata per la cosa, cerca di rendere l'ambiente più spettrale, chiedendo a Gabe di prestarle un film dell'orrore: questi, però, le rende un film d'avanguardia realizzato da se stesso, che crea solo imbarazzo e disgusto tra i dipendenti. A fine giornata, Robert California invita Erin e Andy a chiarirsi, e la segretaria scopre che Andy frequenta una donna da diverso tempo, e che voleva avvisarla della cosa per evitare situazioni spiacevoli.
Intanto, lo stesso California comincia ad aggirarsi per l'ufficio con curiosità, arrivando però a confrontarsi con ciascun dipendente, per scoprire le paure più recondite di ognuno di loro. Scoperti i segreti dei lavoratori, l'uomo racconta una storia macabra, includendo ogni singola fonte di terrore menzionata dagli impiegati, spiegando poi di averlo fatto solamente per consentire ai dipendenti di farsi forti e di affrontare le loro paure.
- Altri interpreti: David Mazouz (Bert)

## Apocalisse
- Titolo originale: Doomsday
- Diretto da: Troy Miller
- Scritto da: Daniel Chun

### Trama
California si accorge dei grossolani errori che la contabilità commette fin troppo spesso nelle proprie operazioni, e ordina ad Andy di evitare che ciò continui ad accadere. Il manager, tuttavia, non sa come affrontare il problema, così lascia che Dwight installi un software che sorvegli i dati immessi da ciascun impiegato, segnalando gli errori. Tale programma, tuttavia, è tale da inviare una e-mail direttamente a California non appena cinque errori vengono commessi durante la medesima giornata lavorativa. L'ufficio arriva a commetterne proprio cinque, e tutti cominciano a supplicare Dwight di disattivare il programma, col timore di perdere il lavoro. Dwight si rifiuta di farlo e torna a casa, dove viene raggiunto da Pam, Andy, Kevin ed Erin, che lo convincono cortesemente a disattivare il software: Jim, nel frattempo, riesce a far temporeggiare California sfidandolo a una partita di squash.
In ufficio, Gabe incontra Val, una dei nuovi magazzinieri assunti, e se ne innamora, e cerca di fare il possibile per approcciarla. Darryl osserva i suoi patetici tentativi di abbordaggio, e l'intero personale assiste al rifiuto di Val di intraprendere relazioni con colleghi di lavoro.
- Altri interpreti: Ameenah Kaplan (Val)

## La sostituta di Pam
- Titolo originale: Pam's Replacement
- Diretto da: Matt Sohn
- Scritto da: Allison Silverman

### Trama
In ufficio, Pam sta istruendo la giovane Cathy, che dovrà rimpiazzare l'amministratrice durante il periodo di maternità. La donna, tuttavia, si insospettisce quando Jim sostiene di non trovare Cathy attraente, e, colta dalla tempesta ormonale, chiede consiglio a Dwight, l'unico collega che non la tratta con accondiscendenza nonostante la gravidanza. Insieme, i due programmano vari stratagemmi per scoprire se Jim stia mentendo, arrivando a fargli sostenere diverse misurazioni della pressione sanguigna per scoprire la verità: Pam scopre però che Jim soffre di pressione alta, così lascia da parte le sue paranoie per portare il marito dal dottore.
Intanto, Robert California scopre della jam band di Andy, Darryl e Kevin, e chiede di potersi unire a loro, dicendosi bravo nel suonare l'armonica. Il CEO, tuttavia, porta con sé anche un pianista, un batterista e una chitarrista (Linda Taylor), che finiscono per estromettere il trio originale dal gruppo.
- Altri interpreti: Lindsey Broad (Cathy)

## Gettysburg
- Titolo originale: Gettysburg
- Diretto da: Jeffrey Blitz
- Scritto da: Robert Padnick

### Trama
Andy decide di organizzare una gita lavorativa a Gettysburg, Pennsylvania, riuscendo a coinvolgere tuttavia solo parte dell'ufficio, con lo scopo di rafforzarne il morale. Mentre Gabe finisce per impersonare Abraham Lincoln in una messinscena per i turisti, Dwight e Oscar cominciano a dibattere sulla famigerata "battaglia della fattoria Schrute", un evento che si scoprirà poi essere un semplice nome in codice per un rifugio per artisti e omosessuali durante la guerra civile, cosa che inorridisce lo stesso Dwight. Andy, invece, nota che l'entusiasmo va via via scemando nei suoi impiegati, così Jim e Darryl lo rassicurano del fatto che l'ufficio ha una buona stima nei suoi confronti, e che i tentativi di rafforzare l'opinione che i dipendenti hanno di lui non sono necessari.
Intanto, negli uffici di Scranton arriva Robert California, che esorta gli impiegati rimasti in sede a dar sfogo alla propria creatività professionale, proponendo idee innovative per il business della carta. Ryan cerca in ogni modo di far bella figura di fronte al CEO, che tuttavia tende a prediligergli Kevin.

## La signora California
- Titolo originale: Mrs. California
- Diretto da: Charlie Grandy
- Scritto da: Dan Greaney

### Trama
L'ufficio accoglie Robert California e la moglie Susan, alla quale è stata promessa un'assunzione nell'azienda da parte dello stesso coniuge, che ha tuttavia chiesto ad Andy di non darle un posto di lavoro, a qualunque costo. Non riuscendo a decifrare gli atteggiamenti ambigui del CEO, tuttavia, Andy è costretto ad assegnarle un posto da contabile, salvo poi chiedere ai propri dipendenti di maltrattarla nella speranza di indurla a licenziarsi, su esortazione dello stesso California. La donna finisce per sospettare, a buona ragione, che il marito stia tentando indirettamente di liberarsi di lei, e viene coinvolto anche Jim, testimone delle parole di California ad Andy. A fine giornata, la donna lascia l'ufficio, per la contentezza di California, ma inaspettatamente chiede un appuntamento ad Andy.
Dwight, intanto, convince Darryl a iscriversi alla palestra dello Scranton Business Park, appena inaugurata. L'uomo decide di assecondare le richieste di Dwight, salvo poi ammettere di essere motivato a rimettersi in forma per poter avere una chance con Val.
- Guest star: Maura Tierney (Susan)

## Desideri di Natale
- Titolo originale: Christmas Wishes
- Diretto da: Ed Helms
- Scritto da: Mindy Kaling

### Trama
Andy organizza l'annuale festa natalizia in ufficio, e per l'occasione invita la sua compagna Jessica: anche Erin ne fa ben presto la conoscenza, e, ancora turbata dai sentimenti che prova verso il proprio manager, decide di alzare il gomito con i drink preparati da Robert California. Colta dall'ebbrezza dell'alcool, Erin comincia a comportarsi in modo ambiguo verso Jessica, ragion per cui Andy le ricorda ancora una volta che la loro è una storia ormai conclusa: California, indaffarato con l'imminente divorzio da Susan, carpisce il malessere della segretaria, e decide di consolarla fuori dall'ufficio, attirando la gelosia di Andy, che li osserva congedarsi affettuosamente a fine serata.
Intanto, Dwight e Jim continuano a provocarsi reciprocamente, nella speranza che l'uno incastri l'altro così da indurre Andy a licenziarlo, dopo che il manager ha posto ai due un ultimatum in seguito alle lamentele di Cathy: Jim, infine, convince Andy a chiudere un occhio, e ritorna a tormentare Dwight senza che questi sappia della revoca dell'ultimatum. Darryl, invece, invita Val alla festa in ufficio, e la donna si presenta indossando un abito fin troppo elegante, ragion per cui comincia a sentirsi a disagio: il capo magazziniere decide così di vestirsi anch'egli elegantemente, cancellando in Val la sensazione di disagio con successo.
- Altri interpreti: Eleanor Seigler (Jessica)

## Quiz
- Titolo originale: Trivia
- Diretto da: B. J. Novak
- Scritto da: Steve Hely

### Trama
Per colmare un gap di 800 dollari al fine di coprire la crescita dell'8% richiesta da California, Andy tenta di convincere i propri impiegati ad acquistare anch'essi della carta, salvo poi optare per la partecipazione a un quiz trivia in un bar di Filadelfia, Pennsylvania, dopo aver scoperto da Oscar, che vi prenderà parte con la sua squadra di amici. Andy suddivide così i propri impiegati in modo da creare tre squadre, con crescente grado di abilità: durante la competizione, tuttavia, l'A-Team, composto da Jim, Andy, Darryl e Ryan, perde ben presto terreno, e, contrariamente, la squadra Just for Fun, composta da Erin, Meredith, Kevin e Kelly, macina sempre più punti. In finale, le risposte di Kevin strappano la vittoria alla squadra di Oscar, e Andy può rientrare a Scranton con gli ottocento dollari in mano.
Intanto, Dwight fa visita a California a Miami, Florida, dove incontra Gabe, costretto a fare su e giù tra Miami e Scranton su direttive dello stesso CEO. Dwight intende avere un colloquio per una promozione a manager, ma California cerca in ogni modo di temporeggiare, con la complicità di un Gabe incapace tuttavia di fermare il collega. Robert riesce infine a congedare Dwight dicendogli che egli è più adatto al ruolo di addetto vendite, e che sarebbe sprecato come manager.

## Festa in piscina
- Titolo originale: Pool Party
- Diretto da: Charles McDougall
- Scritto da: Owen Ellickson

### Trama
Robert California viene convinto a organizzare una serata in piscina nella propria casa, prima di venderla definitivamente, e invita l'intero staff dell'ufficio. Erin coglie l'occasione per attirare l'attenzione di Andy, dopo aver scoperto che questi si è ingelosito nel vederla parlare con California, e ottiene la complicità di Dwight nel simulare un flirt. Andy, tuttavia, non sembra interessato, dato che crede di aver perso l'anello di fidanzamento con cui intende proporre le nozze a Jessica; per di più, anche di fronte a Dwight Andy si dimostra distaccato da Erin. La segretaria trova infine l'anello, e lo riconsegna ad Andy, che le confessa la propria insicurezza nel volersi proporre a Jessica.
Intanto, California aggrega alcuni colleghi per far visitare loro l'intera casa. Tra questi figurano Gabe e Ryan, che cercano in ogni modo di aggraziarsi Robert California, a costo di spogliarsi e fare il bagno nudi assieme al CEO. Anche Jim viene coinvolto, nonostante i suoi continui tentativi di sgattaiolare via dalla festa per poter rientrare a casa, dove lo attendono Pam, Cecelia e il neonato Philip.

## Il giurato
- Titolo originale: Jury Duty
- Diretto da: Eric Appel
- Scritto da: Aaron Shure

### Trama
Di ritorno da un servizio come pubblico giurato, Jim, rimasto lontano dall'ufficio per una settimana, viene smascherato da Dwight, secondo il quale Jim ha in realtà approfittato di un piccolo caso per prendersi del tempo per sé. Andy, pur non credendo a Dwight, minaccia Jim di licenziamento, così l'impiegato confessa in via privata al manager di aver dedicato solamente mezza giornata al servizio pubblico, mentre il resto della settimana è stato dedicato alla sua famiglia. Andy, però, decide di coprire Jim, per non perdere la stima dei propri dipendenti; tuttavia, Jim finisce per confessare pubblicamente la sua colpevolezza. Dwight si adira in quanto Andy non intende licenziarlo, così contatta Gabe per ricevere aiuto. Intanto, Jim porta in ufficio Pam, Cecelia e Philip, nel vano tentativo di addolcire gli animi furibondi degli altri impiegati, che hanno dovuto occuparsi del lavoro di Jim per tutta la settimana.
Gabe, tuttavia, non è rintracciabile, e Dwight raggiunge Oscar, Kevin ed Erin all'ospedale di Scranton: i contabili e la segretaria sono andati a far visita ad Angela, che ha partorito prematuramente il proprio figlio. I dipendenti si accorgono ben presto che il neonato è troppo grande per essere un prematuro. La donna rivela loro che il bimbo è stato concepito un mese prima della proposta di matrimonio di Robert Lipton, e Oscar informa Dwight di ciò. L'uomo intuisce che i tempi coincidono con il suo trascorso con Angela, e nel vedere i lineamenti del piccolo Philip Lipton l'uomo si convince della paternità, nonostante il continuo diniego di Angela. Di ritorno in ufficio, lo spirito paterno induce Dwight a dare la propria comprensione a Jim e Pam, che vengono infine perdonati.

## Il progetto speciale
- Titolo originale: Special Project
- Diretto da: David Rogers
- Scritto da: Amelie Gillette

### Trama
La dirigenza della Sabre affida a Dwight l'incarico di formare un'équipe da portare a Tallahassee, Florida, dove il gruppo soggiornerà per tre settimane in occasione del lancio di una catena di negozi specializzati della Sabre. Dwight elabora così la sua selezione, che comprende Darryl, Toby, Phyllis, Oscar e Angela, la quale viene tuttavia rifiutata da Andy, il quale non può permettersi di lasciar partire il personale migliore del suo staff. Nel frattempo, Jim cerca di autoescludersi dalla possibile selezione, ma California arriva a invitarlo personalmente, costringendolo a prendervi parte. Dopo numerose discussioni, Andy stabilisce che a partire per Tallahassee saranno Jim, Stanley, Ryan, Cathy ed Erin, cosa che manda su tutte le furie Dwight, convinto che il team sia poco adatto al suo piano lavorativo. Al secondo incontro di preparazione, tuttavia, gli impiegati si dimostrano ben più collaborativi, causando stupore e soddisfazione in Dwight.
Nel giorno di San Valentino, intanto, Darryl riceve un berretto in regalo da Val, e decide di ricambiare il pensiero, salvo poi scoprire che la donna ha fatto il medesimo regalo a tutti i colleghi del magazzino. Successivamente, l'uomo viene contattato da Brandon, che si dice essere il ragazzo di Val. Darryl cerca così un confronto diretto con Val, che con aria maliziosa nega di avere un fidanzato, sostenendo che Brandon sia in realtà sua madre. La mattina seguente, le telecamere mostrano i saluti prima della partenza degli impiegati per la Florida: durante le riprese, Cathy ammette al telefono di voler provare a corteggiare Jim durante il soggiorno a Tallahassee.

## Tallahassee
- Titolo originale: Tallahassee
- Diretto da: Matt Sohn
- Scritto da: Daniel Chun

### Trama
A Tallahassee, Dwight e la sua équipe partecipano al primo seminario per la futura apertura di catene di negozi della Sabre, presieduto da Nellie Bertram, nominata presidente dei progetti speciali della Sabre dopo aver concorso come manager di Scranton. Qui, i dipendenti incontrano Todd Packer, che spiega di non aver perso il proprio lavoro contrariamente a quanto pensavano Jim e Dwight; quest'ultimo entra ben presto in competizione con Packer, dato che entrambi ambiscono a diventare il vice di Nellie. Dwight deve tuttavia assentarsi a causa di una grave appendicite, salvo poi ritornare al seminario a sole tre ore dall'intervento. Benché il malessere post-operatorio gli impedisca di condurre con lucidità la propria presentazione, egli riesce ugualmente a sorprendere Nellie, che mostra predilezione per Dwight e Packer. Intanto, Jim passa del tempo con Stanley, apprezzandone lo stile di vita.
A Scranton, invece, Andy è costretto a far le veci di Erin come segretario, dopo che Pam si è rifiutata di sostituirlo, e comincia inaspettatamente ad apprezzare tale incarico. Insospettiti della cosa, Pam e Darryl cercano di convincerlo del fatto che il manager provi tanto gusto per il semplice fatto di sentire la mancanza di Erin, ricevendo in risposta solamente dinieghi.
- Altri interpreti: Catherine Tate (Nellie Bertram)

## Dopo il lavoro
- Titolo originale: After Hours
- Diretto da: Brian Baumgartner
- Scritto da: Halsted Sullivan e Warren Lieberstein

### Trama
A Scranton, i dipendenti sono costretti a rimanere in ufficio fino a tardi per occuparsi del lavoro dei colleghi impegnati in Florida: per l'occasione, Brandon porta la cena agli impiegati, approfittandone per interrogare la sua compagna Val circa la presunta tresca con Darryl. Mentre la coppia si chiarisce privatamente, Kelly evidenzia l'effettivo interesse di Val nei confronti del capo magazziniere, così Pam lo convince a dirsi disponibile a intraprendere una relazione con lei, ricordando quanto accaduto con Jim e Roy.
A Tallahassee, intanto, Dwight approfitta di una serata presso un locale per diventare il prediletto di Nellie a scapito di Packer, salvo poi constatare che questi è riuscito abilmente a sedurre la presidentessa. Jim, invece, si ritira nella propria camera, dove viene raggiunto da Cathy: intuendo le possibili avance della donna, Jim tenta di scacciarla chiamando Dwight, a cui riferisce di aver trovato una cimice in stanza, ma senza successo. Jim e Cathy si confrontano, e la donna sostiene di non avere alcun secondo fine con lui, salvo poi riprendere i propri atteggiamenti ambigui. Dwight, intanto, ha la strada libera con Nellie, dopo che Gabe ha indotto il vomito in Packer, ma decide di non darle l'accesso alla propria stanza, e torna da Jim per disinfestare la camera. Cathy viene così scacciata, e Jim finisce per trascorrere la notte con Dwight, tra i tentativi di Nellie di accedere alla camera.
Ryan, intanto, scopre da Erin che la donna non intende fare ritorno a Scranton, e decide di diventarne complice, pianificando una fuga congiunta. Erin suggerisce che i due potrebbero vivere come coinquilini prima di cominciare a frequentarsi, così Ryan, non volendo aspettare tutto questo tempo, dichiara di amare Kelly.
- Altri interpreti: Jerry Minor (Brandon)

## Prova per l'inaugurazione del negozio
- Titolo originale: Test the Store
- Diretto da: Brent Forrester
- Scritto da: Mindy Kaling

### Trama
Dwight deve condurre l'inaugurazione di un punto vendita della Sabre, e impartisce i vari incarichi alla propria équipe, compreso lo stesso Packer. Quando tutto sembra andare per il meglio, un paio di clienti sorprendono Jim usare un cellulare personale anziché il modello fornito dalla Sabre: l'uomo viene immediatamente redarguito da Dwight e Nellie, che lo puniscono costringendolo a reggere il cartello d'entrata all'ingresso del negozio. Nel frattempo, Ryan, che deve esporre una presentazione del nuovo cellulare della compagnia, ha un attacco di panico, e fugge verso Scranton. Supplicato da Dwight, Jim accetta di rimpiazzare Ryan, e inaspettatamente il successo è massimo, al punto che Dwight viene promosso a vice di Nellie.
A Scranton, Andy, nel tentativo di difendere Pam dalle angherie di una banda di ragazzini, riceve un montante in viso, che gli causa un grosso livido che allarma i dipendenti dell'ufficio. Fingendo di essere stato vittima di una gang, il manager incarica Toby di organizzare un seminario sull'autodifesa, ma quando l'ufficio scopre la verità si scatena un'inevitabile presa in giro. Durante una dimostrazione, Andy cerca di fermare una scatenata Kelly, venendo ulteriormente malmenato. I dipendenti, tuttavia, si accorgono ben presto che Andy non è stato picchiato perché debole, ma perché ha tentato di difendere altre persone.

## L'ultimo giorno in Florida
- Titolo originale: Last Day in Florida
- Diretto da: Matt Sohn
- Scritto da: Robert Padnick

### Trama
Alla fine di una partita di golf organizzata per festeggiare l'imminente successo lavorativo di Dwight, pronto così a dire addio al suo posto da addetto alle vendite, Robert California confida a Jim che il progetto della catena di negozi verrà bocciato, e che Dwight stesso finirà per essere licenziato. Jim, inizialmente contento di privarsi del collega, è combattuto, e su incitamento di Pam si convince ad avvertire Dwight. Questi è tuttavia convinto che Jim scherzi, così quest'ultimo arriva a placcarlo e a scontrarsi fisicamente con Dwight, non riuscendo tuttavia a trattenerlo. Arrivato alla conferenza in ritardo e sostituito da Packer, Dwight assiste al pubblico licenziamento di Packer a opera dello stesso California, e comprende le buone intenzioni di Jim. Intanto, Erin confessa a Andy di non aver intenzione di lasciare la Florida, dove ha trovato lavoro come badante dell'anziana Irene.
A Scranton, Darryl e Toby competono per riuscire a vendere delle confezioni di biscotti a Kevin, per aiutare le rispettive figlie per una raccolta fondi. Andy, invece, è sempre più turbato per l'addio inaspettato di Erin. Di ritorno da Tallahassee, Jim cerca di sottrarre Dwight dalle attenzioni dei colleghi, convintisi che l'uomo non sarebbe più ritornato, mentre Andy, assistendo a un dolce bacio tra Jim e Pam, si decide ad andare a recuperare Erin.
- Altri interpreti: Georgia Engel (Irene)

## Riconquistare la ragazza
- Titolo originale: Get the Girl
- Diretto da: Rainn Wilson
- Scritto da: Charlie Grandy

### Trama
Andy ha lasciato Scranton senza dare spiegazioni, e ha guidato fino a Tallahassee, dove riesce finalmente a incontrare Erin, alla quale dichiara il proprio amore. Dopo un iniziale stupore, la donna decide tuttavia di rifiutare Andy, sostenendo che il manager le ha spezzato troppe volte il cuore perché lei possa pensare che tra di loro le cose possano mai andare bene. A intervenire è la stessa Irene, che convince Erin del fatto che lei stia sbagliando a lasciar ripartire Andy: la segretaria riesce così a fermare il manager prima che questi abbandoni definitivamente Tallahassee, e lo bacia. I due ripartono così alla volta di Scranton.
Intanto, Nellie arriva a Scranton dopo che California le ha promesso di assumerla. Accortasi dell'assenza del manager, Nellie cerca di prendere il suo posto senza alcuna autorizzazione, iniziando a svolgere le performance review senza nemmeno conoscere i propri dipendenti. Jim cerca di allertare i propri colleghi, ma tutti cominciano pian piano ad assuefarsi di fronte alle belle parole e alle promesse di Nellie, che riesce infine a ottenere l'incarico da parte dello stesso California.

## La festa di benvenuto
- Titolo originale: Welcome Party
- Diretto da: Ed Helms
- Scritto da: Steve Hely

### Trama
Incaricato da California di allestire una festa di benvenuto per Nellie, il party planning committee decide di sabotare gli stessi festeggiamenti organizzandoli nel peggior modo possibile. Jim, costretto assieme a Dwight ad aiutare Nellie con il suo trasloco, suggerisce di invitare un prestigiatore, dopo aver scoperto il disprezzo della nuova manager per questi ultimi, salvo poi scoprire che tali sentimenti sono dettati da un fallito matrimonio di Nellie con, appunto, un prestigiatore. Jim chiede a Pam di risistemare tutto per evitare di arrecare dispiaceri a Nellie, ma ormai il danno è fatto: quando arriva il suddetto prestigiatore, Jim e Pam fanno di tutto per rovinare la sua performance, e Dwight finisce per cacciarlo via dall'ufficio, per la gioia di Nellie.
Intanto, Andy decide di far visita a Jessica, accompagnato da Erin, deciso a rompere con la donna. Colto tuttavia dal panico, l'uomo sostiene di essere omosessuale, e di non poter continuare la relazione per tale motivo, nascondendo quindi il rinato amore per Erin all'ormai ex compagna. I due possono così lasciare l'abitazione di Jessica: Andy decide tuttavia di fare retromarcia, e confessa infine la verità alla donna. Erin e Andy devono così scappare dalla furia dei familiari di Jessica, ma entrambi si sentono felici per essersi tolti il sasso dalla scarpa.

## Irascibile Andy
- Titolo originale: Angry Andy
- Diretto da: Claire Scanlon
- Scritto da: Justin Spitzer

### Trama
Ritornati in ufficio, Andy ed Erin scoprono che il ruolo di regional manager è stato arbitrariamente preso da Nellie, che ha ormai portato dalla sua parte i dipendenti e lo stesso Robert California. Andy è esasperato dalla situazione, al punto da avere problemi a condurre un rapporto sessuale con Erin nel corso della notte: Dwight, il giorno seguente, ode una conversazione tra i due a tal riguardo, e lo riferisce a Nellie, la quale, dispiaciuta, organizza una riunione sull'impotenza maschile, che prende ben presto una piega imbarazzante. Poco dopo, Erin si ribella agli incarichi di Nellie, e a seguirla è proprio Andy, la cui rabbia sfocia in vero e proprio vandalismo. Dopo un consulto diretto con Nellie e Robert, l'uomo finisce per essere licenziato, cosa che accetta di buon grado.
Pam cerca di accoppiare Kelly al pediatra dei suoi bambini, il dottor Ravi, spinta anche dal timore che la donna ritorni con Ryan a vivere il solito vortice emotivo. Proprio Ryan dimostra una certa gelosia verso la nuova coppia, e cerca di riconquistare Kelly dedicandole un poema. Disperato, l'uomo arriva ad aspettarla all'uscita dal lavoro a bordo di un cavallo, dichiarandole il proprio amore: Kelly lo rifiuta, dicendo di aver scelto Ravi, per poi tornare a baciarlo appassionatamente, sotto lo sguardo carico di disappunto di Pam.
- Altri interpreti: Sendhil Ramamurthy (dott. Ravi)

## Raccolta fondi
- Titolo originale: Fundraiser
- Diretto da: David Rogers
- Scritto da: Owen Ellickson

### Trama
Lo staff dell'ufficio prende parte a una serata di beneficenza organizzata da Angela e dal senatore Lipton: vi partecipa anche Andy, intenzionato a dimostrare ai propri ex colleghi di non aver patito il recente licenziamento. Durante la raccolta fondi, tuttavia, Andy incontra David Wallace, che gli racconta di come la vendita della sua compagnia, Suck It, gli abbia fruttato venti milioni di dollari: l'ex manager è così colto da un crescente sconforto, e decide di adottare dodici esemplari indigenti di cani randagi, per spirito altruistico. Nel mentre, Oscar incontra Robert Lipton, e riferisce a Jim e Pam i suoi sospetti sulla presunta omosessualità del senatore, salvo poi ricredersi dopo averlo visto dare il proprio contatto anche a Meredith. Darryl, invece, asseconda i goffi tentativi di Nellie di socializzare con lui.
Verso la fine della serata, Dwight scopre di aver erroneamente donato 34.000 dollari in beneficenza, ed è quindi costretto a fuggire dalla serata per evitare di sperperare il proprio denaro. Alcuni dipendenti, invece, vanno a controllare le condizioni di Andy, e Kevin lo accusa apertamente di star nascondendo a se stesso un profondo abbattimento psicologico. Oscar, invece, trova l'ennesima conferma dell'omosessualità di Lipton.

## Guerra di territori
- Titolo originale: Turf War
- Diretto da: Daniel Chun
- Scritto da: Warren Lieberstein e Halsted Sullivan

### Trama
Robert California arriva in ufficio stralunato e con i postumi di una pesante sbornia, e scopre ben presto di aver contattato la segreteria di Nellie la notte precedente, lasciandole messaggi di cui non ricorda minimamente il tema. Così, il CEO incarica Pam di indagare a tal riguardo, e la donna finisce per appropriarsi del cellulare della manager, salvo poi cancellarne tutti i messaggi per evitare che California si impicci nei suoi affari privati. Inaspettatamente, poi, Nellie comincia a dare confidenza a Pam, trattandola da amica.
Nel mentre, Jim e Dwight vengono raggiunti da Harry Jannerone, salesman di Syracuse, New York. Questi si dice adirato per la repentina chiusura della filiale di Binghamton (voluta da un California ubriaco), e dal fatto che gli stessi Jim e Dwight si siano appropriati della clientela di New York, benché questa spettasse ai lavoratori di Syracuse. Per errore i due impiegati si lasciano sfuggire il nome di un potenziale cliente, la Prestige Direct Sale Solutions, e devono lasciare l'ufficio per evitare che Harry se ne appropri prima di loro. Arrivati in sede, i tre scoprono che il CEO della compagnia ha già trovato un accordo con un altro fornitore, che si scoprirà essere Andy, il quale contatta California nel tentativo di estorcergli la riassunzione in cambio del cliente: California si oppone, così Andy si rivolge a David Wallace. A questi, l'ex manager spiega che la Dunder Mifflin potrebbe valere il doppio di prima, previo rinnovamento dirigenziale, catturando l'attenzione dell'ex CFO. Intanto, Harry rivela a Jim e Dwight che la conduzione dirigenziale di California è disastrosa, e che la Dunder Mifflin è destinata alla bancarotta.
- Altri interpreti: Chris Bauer (Harry Jannerone)

## Lo studio delle foto di famiglia gratuito
- Titolo originale: Free Family Portrait Studio
- Diretto da: B. J. Novak
- Scritto da: B. J. Novak

### Trama
Andy torna in ufficio per l'ennesima volta, fingendosi indigente e disperato e allertando pertanto i suoi ex colleghi. Egli, tuttavia, con la complicità di Erin, attende solamente l'arrivo di David Wallace, che è stato convinto ad acquisire la Dunder Mifflin. Frainteso dagli impiegati, che credono che la sua sia una crisi depressiva, Andy può finalmente accogliere l'ex CEO della compagnia, che lo nomina nuovamente regional manager dopo aver spiegato che la Bennett ha dato avvio alla liquidazione della Sabre, facendo tornare la Dunder Mifflin indipendente. Robert California dà quindi le dimissioni, venendo sostituito da Wallace, e Andy, colto dalla compassione, decide di assumere Nellie come responsabile dei progetti speciali.
Intanto, Dwight offre ai propri colleghi dei servizi fotografici di famiglia gratuiti, con il solo scopo di ricavare un campione di DNA del figlio di Angela. La donna intuisce il piano dell'ex compagno, ma non riesce a impedire che Dwight si appropri di un pannolino sporco di Philip Lipton. La donna deve pertanto inseguirlo in autostrada, ma l'uomo riesce abilmente a depistarla, e a consegnare i campioni di DNA al laboratorio ospedaliero. Raggiunto da Angela, i due si baciano. In ufficio, invece, il senatore Lipton incrocia nuovamente Oscar, a cui domanda nuovamente di contattarlo, con allusioni sessuali esplicite.